# 阿貝爾S740
阿貝爾S740（Abell S740）是阿貝爾星系團表中，位於南天球一個擁有大量星系的星系團。該星系團距離地球超過4.5億光年，在天球上位於半人馬座。該星系團的紅移速度10073 km/s。